# 斐濟人
斐濟人是斐濟群島的原住民，主要分布在美拉尼西亞。土著斐濟人確切起源是未知的，但被認為在大約3500年前抵達斐濟西部美拉尼西亞。其後，他們陸續移動到其他周圍的島嶼，包括羅圖馬以及與其他玻里尼西亞的住民一起住在東加和薩摩亞。斐濟人主要屬澳大利亞人種及美拉尼西亞人類型，並混有玻里尼西亞類型的若干特徵；他們的外型皮膚黝黑，頭髮捲曲，頭顱較長。
截至2005年，斐濟人佔斐濟共和國人口總數超過一半。斐濟共和國其他民族包括印度人、羅圖馬人、和少數民族共同體，包括歐洲白種人、中國人、其他太平洋島民。过去，斐濟人受大酋長委員會通過的法律治理；現在，大酋長委員會由全國14個省選出55名當地斐濟酋長所組成，該委員會每年召開一次，討論斐濟國家相關事務，亦負責任命斐濟總統。

## 民族分布、人口與語言
斐濟人為大洋洲西南部斐濟群島的民族。主要分布在斐濟，其次為鄰近的澳洲、紐西蘭，以及與其殖民歷史背景相關的英國、美國。
人口總數約五十萬人，其中四十七萬餘人分布在隸屬於斐濟共和國的斐濟群島。斐濟共和國是個多民族國家，人口86.8萬，其中57%為斐濟人，37%為印度人，其他民族佔總人口的5%，主要包括羅圖馬、華人、其他太平洋島國人、歐洲裔人和歐裔混血。
斐濟語、印度斯坦語及英語並列為斐濟共和國官方語言，斐濟人多使用斐濟語與英語。其中，英語和印度斯坦語皆由英國殖民者所引入，印度斯坦語是居住在斐濟的印度族裔的主要語言，而斐濟語則是斐濟本民族的語言。
斐濟語是斐濟人的語言，分多種方言，屬於南島語系。與同屬南島語系的美拉尼西亞語族較為接近，但由於長期與玻里尼西亞民族接觸，因此也受到馬來-玻里尼西亞語族中的東加語的影響。斐濟語有以拉丁字母為基礎的新創文字，基本語序為VOS。

## 地理環境

位於南太平洋的斐濟群島

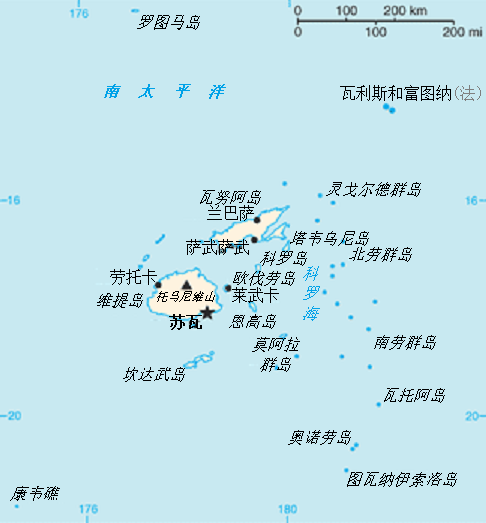
斐濟地圖

斐濟人主要分布在南太平洋斐濟群島。斐濟群島由330個島嶼所組成，其中一半為無人島，而人口主要分布在維提島和瓦努阿島，佔全國人口的87%。
斐濟總面積（含海域面積）為194,000平方公里，其中10%面積為陸地。斐濟包含322個島嶼，主要為珊瑚礁環繞的火山島，最大的島嶼為維提島與瓦努阿島，首都蘇瓦位於維提島上。

## 歷史沿革
斐濟人被認為於大約3500年前（西元前15世紀）自新赫布里底群島遷入，抵達斐濟西部美拉尼西亞。大約西元前500年，東方鄰近的薩摩亞人及湯加人等其他移民到來，與斐濟人有密切交往，尤其與湯加人積極貿易，更於東斐濟群島成為湯加國王之附庸。薩摩亞人及湯加人來到斐濟群島的特別原因之一，是為了建立Drua（大型雙體獨木舟），因為他們自己的島嶼缺乏木材。斐濟人的社會、經濟和文化發展，在美拉尼西亞地區居於最高水平，18世紀末形成若干部落聯盟（或稱王國），擁有較強的軍事力量。1874年受英國統治後，曾多次進行武裝反抗。第二次世界大戰後，民族解放運動高漲，於1970年10月10日獲得獨立，國名「斐濟」。在近百年殖民統治期間，斐濟人深受西方文化影響，通用英語,並有4％的人混有歐洲人血統。1879年印度人作為英國的合同工進入後，斐濟人又受印度文化影響。
1972年，施行斐濟共和國憲法。1987年發生兩次軍事政變，訴求斷絕與英國君主制的聯繫。另一方面，斐濟國內長期存在斐濟人與印裔衝突對立的民族問題。在斐濟，斐濟人為原住民，其人口佔國家人口總數超過一半，政治、經濟地位也相較於其他民族高。民族問題引發多次大大小小的政變，也多次修改憲法；種族的壓迫與不平等，造成長時間政治和民族動亂。2008年，公佈擬議人民變革和平進步憲章（People's Charter for Change, Peace and Progress），該提議旨為斐濟的所有公民，不論其種族，皆改稱為Fijians。因為之前用Fijians不表示一個國籍，而是專指土著斐濟人；斐濟共和國的公民被稱為Fiji Islanders(斐濟島民)。而該提案將把土著斐濟人從Fijians改成iTaukei，在斐濟語即為土著斐濟人（indigenous Fijians）之涵義。內閣的會議在2010年6月30日批准新法律，所有書面、法律用詞及官方文件中指斐濟原始本地居民時，將斐濟土著替換為iTaukei，現所有斐濟公民被稱為Fijians。

## 社會、家庭與婚姻

### 傳統部落組織
每個村落（village）由數個家族、血緣親屬（稱Tokatoka ）所組成，而各村落又為氏族（Mataqali）的一部份，多個氏族形成部族（Yavusa ），幾個鄰近的部族則會隸屬於一個大型宗族聯盟或邦聯（Vanua），邦聯並非通過血緣或傳統關係，而是由政治因素所形成，或在戰爭中有共同的目標而團結形成聯盟。Asesela Ravuvu博士用以下文字描述Vanua：

他們稱這裡是表現靈魂或人類型式的實際環境，他們也屬於這裡。土地是人們的物質或地理實體，賴以生存……作為一個群體的依賴。土地因此是自我的延伸，同樣地，人是土地的延伸。土地因沒有人們而變得無用、毫無生氣，就像人們沒有土地使他們賴以為成長茁壯，而變得無助、感到不安全感。

### 大酋長會議
宗族聯盟（Vanua）是由一名大酋長（Turaga itaukei）所領導，也就是從最顯赫家族選出的領袖。
由於斐濟獨立後，西方民主制度不容易被斐濟人所接受，因此仍保留酋長制的治理，在現今斐濟社會中稱大酋長會議。
斐濟人的傳統社會組織由血緣家族組成氏族，數個氏族組成部族，鄰近地區的部族再形成宗族聯盟，再由數個宗族聯盟聯合組成三個酋長邦聯，在中央的大酋長會議統轄所有的斐濟人（斐濟原住民）事務。斐濟憲法賦予大酋長會議有任免總統、副總統，並提名14席參議員（參議院共32席議員）的職權，政府任何有關原住民的法案或修法，必須獲得這14席中的9席連署才能形成提案。因此，斐濟人傳統的酋長制度保留至現今，且有實權保護斐濟人的權利。

### 家庭與婚姻
親屬制度在斐濟傳統社會是非常核心的部分，因此婚姻是重要且必需的。傳統婚姻由男方的父母以及他所隸屬的氏族（Mataqali）當中之高級成員安排，婚姻用來建立兩個部族之間的關係。
Asesela Ravuvu在他的書中The Fijian Way of Life（1983，45頁）指出：「婚姻不只是兩個人的結合，也是兩個群體的『婚姻』，這兩個群體因此有了社會和經濟上的關聯。」Megan Lee亦在論文Life in a Fijian Village中提及：「女人和男人被作為工具，以促進兩個群體之間的社會關係。分別來自兩個群體的男人和女人之間透過婚姻關係，沒有產生社會或經濟連結是少見的。婚姻常被用來強化兩個群體間好幾代的關聯。」
另外，私奔已變得越來越普遍，但它確實會導致妻子和公婆之間的緊張關係。如果發生私奔的情況，必須執行Bulubulu儀式（意即「埋葬」）。私奔行為被認為是丈夫犯了盜竊行為，因此需要執行Bulubulu，而妻子不能回到她的村落直到執行此儀式。

## 產業與生活

### 農業
現今大約有70％斐濟人是農民，農作物包括芋頭、椰子、可可豆、木瓜、各類水果和蔬菜、卡瓦（卡瓦醉椒）和稻米。

### 建築
斐濟人常用蘆葦來編織房屋墻壁。

### 蘇祿

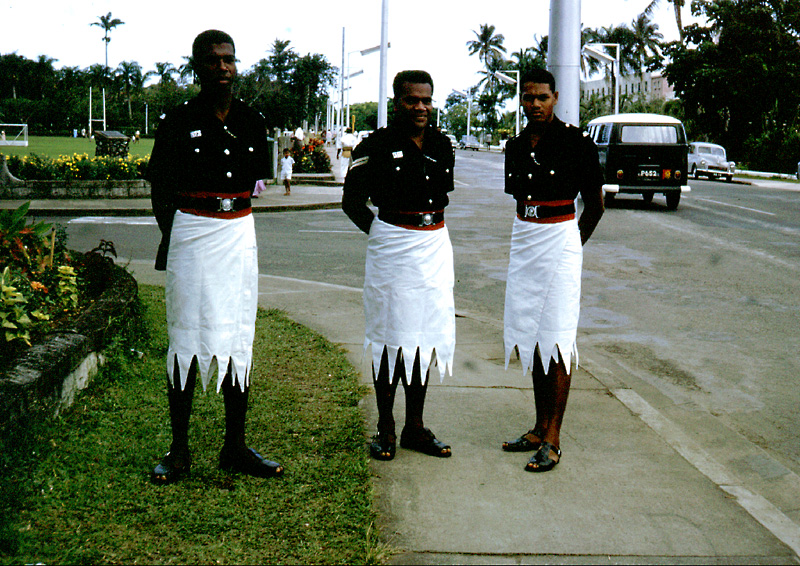
穿著sulu的警察

不論男女，耳朵上戴朵花是常見的打扮，將花戴在左邊表示未婚，戴在右邊則代表已婚。除了戴花，斐濟人不論男女皆穿著裙子，稱為sulu，是斐濟的傳統服飾，以至膝下或腳踝不同長度的布裹住臀部和腿部，並綁在腰部固定。女性日常穿的sulu叫做sulu-i-ra，而男性平日穿的則稱sulu vakataga。在斐濟，sulu作為斐濟人民族身分的識別與認同。

### 瑪西

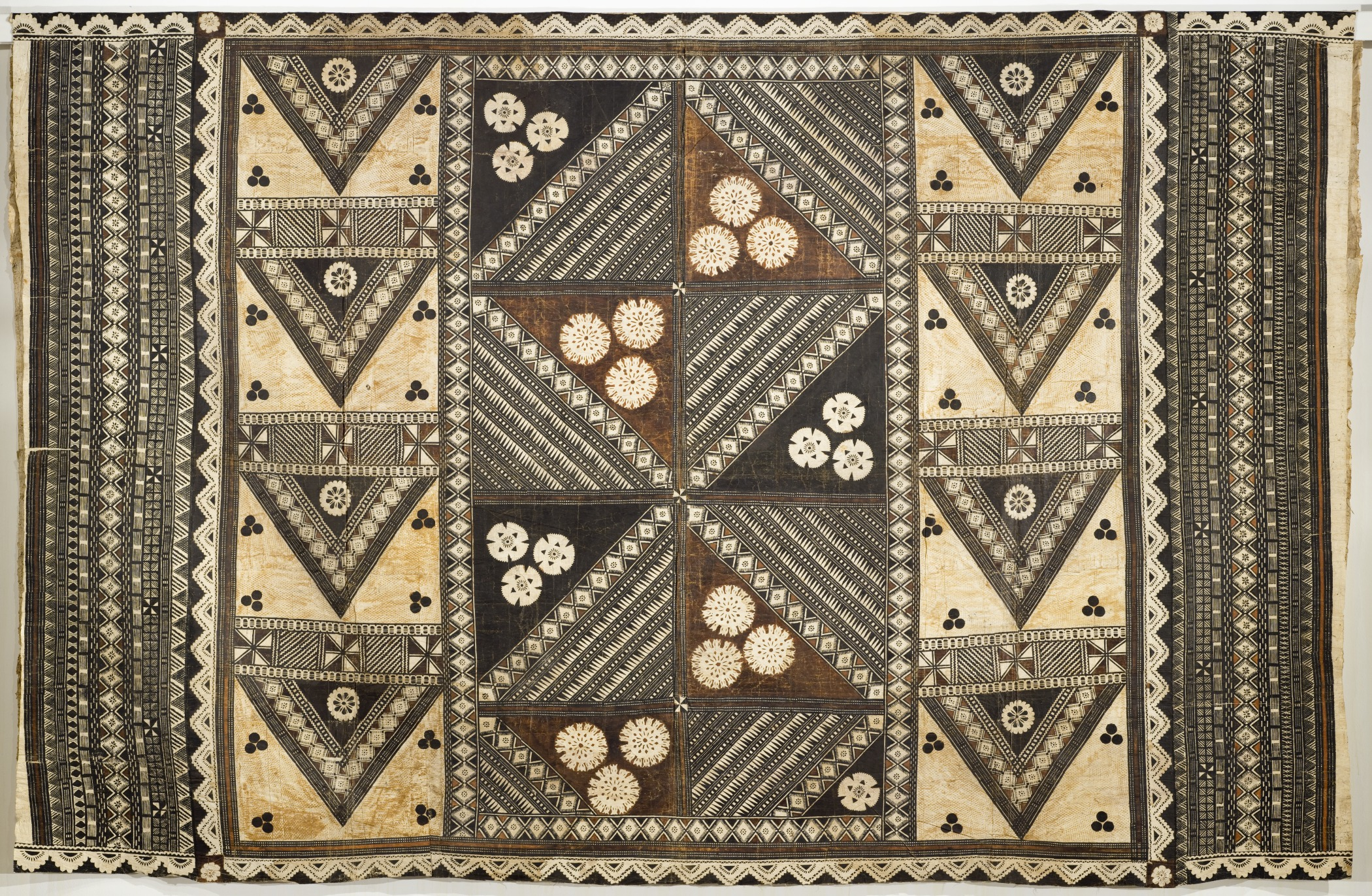
Wedding Tapa

傳統的服裝瑪西(masi，或稱Tapa cloth)是一種樹皮布，以桑樹樹根剝下的樹皮，纖維放置在一個木製的矮凳或在任何平坦堅硬的表面，經過木棒反覆敲打、折疊後洗滌製成，陽光下乾燥後摸起來質感像紙張，以土褐色和黑色的染料拓印花紋。
瑪西製成的布可以作為房屋裡的裝飾或布置各種儀式，例如包裹醫院的新生嬰兒、裝飾棺材等等，常用來製成服飾穿著於正式場合，如婚禮、祝壽、傳統慶典和典禮上。不論男女皆以帶子繫於腰身，下擺成放射狀開展。

### 卡瓦
在斐濟稱陽高那（Yaqona，也被稱為卡瓦Kava），陽高那是一種辣椒作物。其作法為將根和莖進行洗滌，充分乾燥後搗碎成粉末，與水混合並用綢布過濾。陽高那是斐濟古老最重要的儀式，昔日為酋長和長老才能主持儀式；而現在廣泛用於家庭、朋友聚會，或迎接賓客、商業行為等等，為斐濟社會中重要的社交禮儀。陽高那是生活的一部分，無論是在鄉村和城市地區，並在所有社會地位和各行各業，飲用卡瓦被用於對客人表示熱情。

### 塔布娃
塔布娃（Tabua）的是鯨魚的牙齒，在禮儀中作為一個有價值的禮物，牙齒數量越多表示越貴重。在斐濟社會中，鯨的牙齒被認為是神聖的。

## 信仰與節日
斐濟人的宗教起初在19世紀前可分為萬物有靈的泛靈論和薩滿教兩種系統，而傳統的占卜也影響到生活的各個方面。
19世紀歐洲基督教傳教士來到斐濟，斐濟人因此受到基督教化。1874年隨著大英帝國的殖民，基督教信仰逐漸取代舊宗教而獲得主導地位。基督教在當地成為主要信仰的宗教，各種基督教教派中，絕大多數斐濟人信仰循道宗。也有少數斐濟人信仰東方宗教，如印度教、伊斯蘭教和錫克教等。
| 宗教                 | 斐濟人人數 |
| -------------------- | ---------- |
| 英國國教             | 2,508      |
| 使徒教會             | 2,237      |
| 神召會               | 24,717     |
| 浸禮宗               | 695        |
| 天主教               | 52,163     |
| 聖母聖心愛子會       | 5,149      |
| 福音派               | 618        |
| 耶和華見證人         | 4,815      |
| 耶穌基督後期聖徒教會 | 2,253      |
| 循道宗               | 261,972    |
| 長老宗               | 105        |
| 救世軍               | 628        |
| 基督復臨安息日會     | 19,896     |
| 基督教其他教派       | 12,624     |
| 雅利安社             | 44         |
| Kabir panth          | 43         |
| Sanātanī             | 551        |
| 實諦·賽·巴巴         | 7          |
| 印度教其他教派       | 219        |
| 阿赫邁底亞           | 18         |
| 遜尼派               | 175        |
| 其他穆斯林           | 131        |
| 巴哈伊信仰           | 389        |
| 儒家                 | 8          |
| 其他                 | 61         |
| 無神論者             | 1,549      |

資料來源：斐濟統計局人口普查（2007）
由於政府承認各種宗教信仰，斐濟有許多假日，如基督徒的復活節和聖誕節、印度教徒的屠妖節、和穆斯林的開齋節。基督教佔主導地位後，導致斐濟人所遵循的舊宗教及某些傳統被禁止，但重要的斐濟儀式仍受到承認和尊重，而不是崇拜。節日在斐濟反映該國的文化多樣性，各個主要宗教都有假期專門屬於該信仰的教徒。

## 藝術與文學

### 手工藝
斐濟人的手工藝品反映其對於波里尼西亞人和美拉尼西亞人傳統的繼承。按照傳統，男子和女子的手工藝是不同的。
斐濟婦女善於製陶，每個地區都有獨特的陶器風格，例如位於坎達武島的Na lotu村，其陶器以嚴謹、精緻的製作而聞名。斐濟人的瑪西（masi，又稱Tapa cloth）也是婦女擅長的手工藝，以桑樹樹皮作成像紙張的布，上面繪有各種傳統象徵性的圖案。維提島上南部海岸Vatuelele是著名生產瑪西的地點。大多數斐濟的墊子、蓆子是從露兜樹的葉子所製成，將葉子取下並以水煮沸，接著在陽光下曬乾。大多數墊子會鑲上醒目的裝飾和顏色鮮豔的羊毛，而不同的墊子用於不同場合，有的在正式場合作為禮物，如婚禮。
傳統斐濟男人最常見的手工藝為雕刻，用於簡單設計的實用物品。昔日男性投入大量的精力製作、裝飾武器，現今多用於觀光目的，不再是斐濟社會和生活中的重要技藝。自古以來，斐濟人的獨木舟（Drua）為一重要手工藝，在歐洲人入侵前的早期歷史中，航道的掌控對於大洋洲的文明來說是一重要和決定性的目標，斐濟人因此製作數百個強大的獨木舟，在戰爭中取得優勢。 只有男性能建造獨木舟，而現今許多獨木舟建築技術已經遺失，也失去實際用途，僅保留其藝術價值。

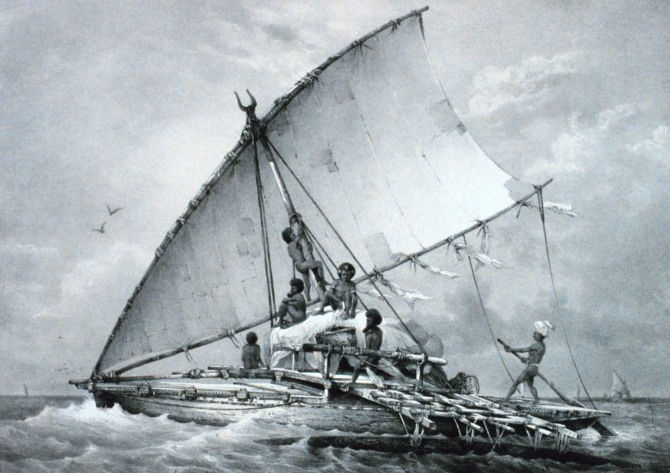
斐濟人的獨木舟（Drua）

### 米克舞

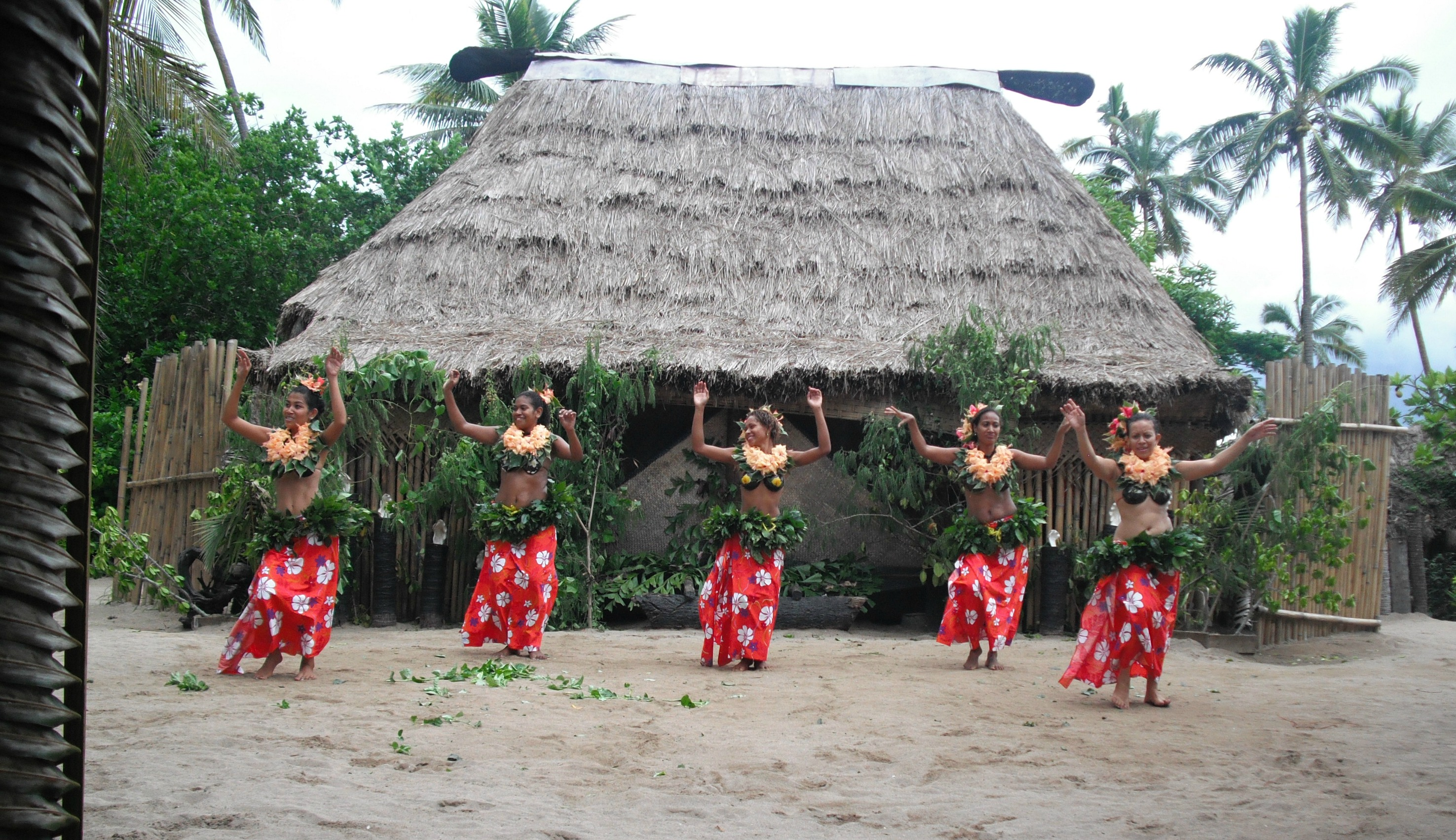
meke表演

傳統斐濟人的歌舞形式，融合了女人的坐姿舞和扇子舞（seasea），以及男子的戰士舞、茅舞（meke wesi）。古時候，meke被認為是來自上帝的神諭，表演者在表演前會進入恍惚狀態而創作出meke。昔日的meke通常用以敘述一個重要事件，如戰爭，因此meke蘊藏著斐濟人的口述歷史；而現今，meke如同一個桂冠詩人寫詩祝頌國家的事件一般，用以慶祝或為藝術的表現。
現在meke在斐濟語中，廣義地指稱所有傳統風格的舞蹈形式。

### 走火
走火（fire walking）是斐濟著名的傳統儀式，現亦發展為表演藝術。其來源為傳說本加島（Beqa）上的薩瓦霧（Sawau）族人有著可以操縱火的能力，就算踩在炙燙的石子上也不會受到任何傷害。這個天賦保有至今吸引了許多慕名而來的觀光客觀賞，而酋長的嫡系後裔現今仍在走火儀式時擔任祭司。走火儀式會在瀕海的草地上挖一個土坑，土坑中放置燃燒中的木炭，在木炭上鋪著一層卵石。卵石被燒得通紅後，斐濟男人隨著鼓聲赤腳走上卵石，並在石頭上起舞，如今形成獨特的表演藝術。

### 文學
最初的出版物是雷蒙德·皮萊（Raymond Pillai）與蘇布拉馬尼（Subramani）的短篇小說合集，出版於二十世紀六〇年代末期，這本書以英語寫作；另外，皮奧·馬諾阿（Pio Manoa）詩選，使用英語和斐濟語著成。而1970年國家獨立之後，斐濟的書面文學才正式出現。
1968年，位於斐濟首都蘇瓦的南太平洋大學創辦，以此激發了斐濟文學乃至太平洋島國文學的蓬勃發展。1973年，大學內開始出版南太平洋島國文學雜誌《太平洋島國月刊》（Pacific Islands Monthly）。斐濟最重要的作家之一是薩騰德拉·南丹（Satendra Nandan），他既寫詩又寫小說，他的半自傳體小說《受傷的海》（The Wounded Sea）於1991年出版。斐濟詩人蘇德希·米什拉（Sudesh Mishra）在詩歌中融入了印度古典詩歌的元素，並在英語寫作中使用了印地語和斐濟語詞彙。他的詩集包括《Tandava》（1992）和《Rahu 》(1997)。斐濟當代劇作家、導演拉里·托馬斯於1998年創作的劇作《周年紀念禮》（The Anniversary Present）被稱為是創造性地發展了「斐濟英語」。約瑟夫·瓦拉莫（Joseph Veramo）是斐濟當代小說家，他的作品有《走過街巷》（Moving Through the Streets 1994）、兒童文學作品《鯊魚》（The Shark）、《黑色彌撒亞》（Black Messiah），他的小說集出版於1989年。

## 現況
2008年，政府提出希望擴增憲法，重建斐濟為一個「無關種族、文化蓬勃、團結、治理良好、真正的民主國家」，公佈擬議人民變革和平進步憲章（People's Charter for Change, Peace and Progress），旨在停止斐濟長期以來種族對立政治所造成的政變文化，也就是化解斐濟人與印度裔民眾的敵對關係。當時社會上多稱原住民為「斐濟人」，而將印度勞工後裔稱為「印度斐濟人」，草案中為消弭族群民族主義，將所有斐濟公民稱為「斐濟人」，而以斐濟語的itaukei指涉原住民。意即斐濟的所有公民，不論其種族，皆改稱為Fijians。昔日Fijians不用以表示一個國籍，而是專指土著斐濟人；斐濟共和國的公民被稱為Fiji Islanders(斐濟島民)，該提案將把土著斐濟人從Fijians改成iTaukei，在斐濟語即為土著斐濟人（indigenous Fijians）之涵義。內閣的會議在2010年6月30日批准新法律，所有書面、法律用詞及官方文件中指「斐濟原始本地居民」時，將斐濟土著替換為iTaukei，現所有斐濟公民被稱為Fijians。
民族現況部分，九成斐濟人能讀、能寫，有不少人受過高等教育。斐濟政府重視斐濟人傳統文化的保護、發揚，每年投入相當的財力支持文化活動。現部落界線已消失，形成統一民族。